# 唐龍 (1957年)
唐龍（1957年6月5日—2011年8月27日），本名金泰靖（韓語：김태정，又譯金泰中），男，韓國武術家，曾多次參演與李小龍相關之電影角色。藝名「唐龍」，則是取自李小龍在《猛龍過江》中所飾演的角色人名。在1978年公映的《死亡遊戲》中，唐龍接替1973年猝死的李小龍，成為其替身（與元彪一起）。其後於1981年的《死亡塔》中飾演李小龍的弟弟。在1986年，於《血的遊戲》中飾演李小龍的亡魂。
之後退出演藝圈回到韓國，成為一名商人。
2011年8月27日因食道靜脈瘤引發出血而逝世，享年54歲。

## 作品

### 演員
- 1978 死亡遊戲
- 1980 雙龍過江
- 1981 死亡塔
- 1981 耐心點，小姐
- 1986 血的遊戲

## 资料来源
1. ↑  . 黄飞龙歪谈体育. 2018-12-14  [2018-12-29]. （原始内容存档于2018-12-29） （中文（简体））.
2. ↑  胡弋. . 红网综合/娱乐频道. 2018-12-24  [2018-12-29]. （原始内容存档于2018-12-29） （中文（简体））.